# Gerhard Bletschacher
Gerhard Bletschacher (* 25. Dezember 1930 in München) war Leiter der CSU-Fraktion im Münchner Stadtrat, Inhaber einer Kartonagen-Fabrik und Vorsitzender des Vereins Stille Hilfe für Südtirol e. V.

## Leben
Bletschacher wurde als Sohn von Vater Ludwig (1889–1944) und Mutter Carla Basso (1901–1979) 1930 in München geboren. Nach dem Besuch der Volksschule war er bis 1944 am Alten Realgymnasium, dann bis kurz nach Kriegsende in Garmisch-Partenkirchen evakuiert und ab Juni 1945 wieder in München. Dort absolvierte er die Städtische Wirtschaftsaufbauschule, die er mit der Mittleren Reife beendete. Nach der Lehre in der Spatenbrauerei als Kaufmannsgehilfe trat er in die Kartonagenfabrik Eduard Müller ein, die er nach dem Tod seines Onkels Gustav Bamberger übernahm. 1954 heiratete er Jeannette Daigfuß, mit der er 4 Kinder, Anschi (1955), Michael (1957), Thomas (1958) und Sissy (1969) hat.

## Politisches Engagement
Als im Januar 1948 der damalige CSU-Landwirtschaftsminister Joseph Baumgartner bei einer Kundgebung im Circus Krone aus der Partei austrat und zur Bayernpartei wechselte, war Gerhard Bletschacher so begeistert, dass er mit knapp 17 Jahren Mitglied der BP wurde. Aber schon 1951 verließ er die BP wieder, weil sich seine Hoffnung auf mehr Selbstständigkeit für Bayern nicht erfüllten. Erst aufgrund der politischen Wirren der 68er Jahre trat er in die CSU ein, wurde bald Ortsvorsitzender im Münchner Stadtteil Hasenbergl und dann Kreisvorsitzender im Münchner Nordwesten. Später Mitglied des Vorstands des Bezirksverbandes und des Parteivorstands. 1972 kandidierte er für den Münchner Stadtrat und war 1977–78 als Nachrücker Mitglied des Stadtparlaments. 1984 wurde er erneut gewählt, wurde zuerst Pressesprecher der Fraktion und 1990 nach einer schweren Wahlniederlage der CSU Fraktionsvorsitzender. 1994 führte er zusammen mit Peter Gauweiler die CSU wieder zur stärksten Kraft im Münchner Rathaus.

## Käseschachtel-Affäre
Bundesweite Bekanntheit erreichte Bletschacher als Inhaber der Kartonagenfabrik Müller. Die Firma hatte sich über 20 Jahre hinweg finanziell übernommen und war marode. Bletschacher versuchte mit veruntreuten Geldern in Höhe von 4,7 Mio. DM des Vereins Stille Hilfe für Südtirol e. V., dessen Vorsitzender er war, die Kartonagenfabrik zu erhalten. Laut eigenen Angaben hoffte er durch den Verkauf der Firma das Geld an den Verein zurückzuzahlen zu können, jedoch fiel die Veruntreuung vorher auf. Er wurde 1998 wegen Untreue zu 3 Jahren und 8 Monaten Haft verurteilt. In der Folge versuchte Bletschacher die veruntreuten Gelder zurückzuzahlen. Von 1995 bis 2015 bestritt er fast 20 Jahre lang seinen Lebensunterhalt als Taxifahrer.

## Auszeichnungen
- 1971 Bayerischer Verdienstorden (nach Eröffnung des Verfahrens zurückgegeben)[8]
- 1971 Goldenes Parteiabzeichen der Südtiroler Volkspartei
- 1971 Konrad-Adenauer-Preis in Gold
- 1973 Großer Tiroler Adlerorden
- 1988 Verdienstkreuz 1. Klasse des Verdienstordens der Bundesrepublik Deutschland (nach Eröffnung des Verfahrens zurückgegeben)
- 1988 Ehrenzeichen der Österreichischen Albert Schweitzer-Gesellschaft
- 1994 Kaiser-Karl-Medaille in Gold
- Goldenes Ehrenzeichen des Südtiroler Bauernbunds
- Ehrenleutnant der Schützenkompanie St. Lorenzen.